# Katharina Seyferth
Katharina Seyferth (* 1958) ist eine ehemalige deutsche Schauspielerin.
Sie war vor allem in den 1970er Jahren im deutschen Fernsehen präsent. In der Kriminalserie Der Kommissar mimte sie 1972 an der Seite von Pierre Franckh eine jugendliche Mörderin. Im Mehrteiler Kara Ben Nemsi Effendi spielte sie das Mädchen Ikbela. Im Pilotfilm zur Krimireihe Der Alte (Die Dienstreise von 1977) belegte sie eine Nebenrolle.
Heute lebt Katharina Seyferth in Frankreich.

## Filmografie (Auswahl)
- 1972: Der Kommissar – Blinde Spiele
- 1972–1973: Fußballtrainer Wulff
- 1974: Der Kommissar – Ohne auf Wiedersehen zu sagen
- 1973–1975: Kara Ben Nemsi Effendi
- 1975: Tatort: Wodka Bitter-Lemon
- 1975: Derrick – Hoffmanns Höllenfahrt
- 1976: Freiwillige Feuerwehr
- 1976: Inspektion Lauenstadt – Bauer Schlegel
- 1977: Der Alte – (Folge 1: Die Dienstreise)
- 1977: Tatort: Das Mädchen am Klavier
- 1986: Rosa Luxemburg
- 1989: Die schnelle Gerdi (Fernsehserie, Folge Gutes neues Jahr)
- 2003: Drei unter einer Decke (Fernsehfilm)